# Fellahowie

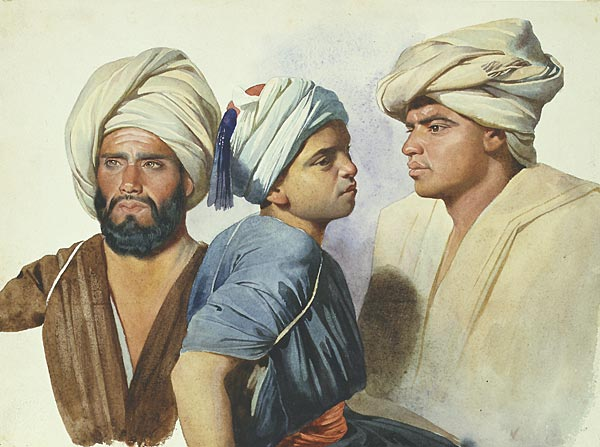
Charles Gleyre, Trois fellahs, 1835

Fellahowie (fallahowie) – ludność rolnicza w krajach arabskich, głównie w Egipcie. Fellahowie w Egipcie wywodzą się ze starożytnych mieszkańców doliny Nilu zmieszanych z Arabami. Większość z nich uległa arabizacji i islamizacji, ale około 20% egipskich fellahów (fallahów) wciąż jest wyznawcami kościoła koptyjskiego.